# Folorunsho Alakija
Folorunsho Alakija, född 1951 i Ikorodu i delstaten Lagos, är en nigeriansk affärskvinna.
Alakija är Afrikas rikaste kvinna och sedan 2014 även världens rikaste svarta kvinna.
Under 1980-talet studerade hon modedesign i Storbritannien och grundade sedan det exklusiva modemärket Supreme Stitches. 1993 tog hon sig in i oljebranschen och äger numera 60% av det nigerianska oljeföretaget Famfa Oil.